# فرودگاه اتاروت
فرودگاه اتاروت (به انگلیسی: Atarot Airport) (به زبان بومی: Jerusalem International Airport (تعطیل)) یک فرودگاه نظامی و همگانی با کد یاتا JRS است که یک باند فرود آسفالت دارد و طول باند آن ۱۹۶۵ متر است. این فرودگاه در شهر اورشلیم کشور اسرائیل قرار دارد و در ارتفاع ۷۵۷ متری از سطح دریا واقع شده است.